# Anne-Elisabeth Moutet
Pour les articles homonymes, voir Moutet.
Anne-Élisabeth Moutet, née en avril 1959 à Paris, est une journaliste et éditorialiste française spécialisée dans la politique internationale. Elle est principalement connue pour ses contributions régulières au quotidien britannique The Daily Telegraph et ses analyses de la politique française dans les médias internationaux.

## Carrière journalistique

### Débuts et presse française (1979-1983)
Anne-Élisabeth Moutet commence sa carrière en 1979 au magazine VSD comme reporter, puis devient correspondante aux États-Unis de 1979 à 1981. Elle rejoint ensuite la rédaction de France-Soir avant de s'orienter vers la presse britannique.

### Correspondante pour la presse britannique (1983-1998)
En 1983, elle devient correspondante à Paris pour le Sunday Times. De 1986 à 1989, elle dirige le bureau parisien du Sunday Telegraph. Après un passage au magazine Elle (éditions française et britannique), elle rejoint The European où elle dirige le bureau parisien jusqu'en 1998.

### Presse spécialisée et numérique (1999-2006)
De 1999 à 2000, Moutet dirige le quotidien professionnel Fashion Daily News. Elle occupe ensuite le poste de rédactrice en chef adjointe du site d'information Proche-Orient.info de 2002 à 2006.

### Éditorialiste internationale (depuis 2007)
Depuis 2007, elle est éditorialiste pour The Daily Telegraph. Elle contribue également à diverses publications internationales, notamment The Telegraph, UnHerd, New York Post, The Spectator, et le site CapX du Centre for Policy Studies.

## Présence médiatique

### Médias français
Moutet a été une intervenante régulière dans plusieurs émissions :
- Les Informés sur France Info, où elle apportait jusqu'en avril 2024 un regard international sur l'actualité politique française
- 28 minutes sur Arte, où elle a participé pendant dix ans au « Club du vendredi » animé par Élisabeth Quin

### Médias internationaux
Elle intervient comme analyste politique sur plusieurs chaînes internationales : BBC, Sky News, Radio Canada, RTS, LCI, CNews, BFMTV et France 24.

## Engagements et affiliations
- Membre du Steering Group du Club of Three (Londres)
- Vice-présidente de l'Institut Jean-Jacques Rousseau (JJRI)
- Media Fellow et membre du jury du prix Freedom of the Media Initiative du think tank Transatlantic Leadership Network (Washington DC)
- Membre du Comité consultatif de l'agence de presse Zenger News

## Controverse
En 2016, dans un article controversé publié dans The Sun, Moutet a suggéré que l'incident du « burkini » sur une plage de Nice était une mise en scène médiatique orchestrée. Cette interprétation a été contestée par d'autres journalistes.

## Publications
- Quelle famille ! mais c'est la mienne, avec Ephraïm Kishon, Flammarion, 1998  (ISBN 978-2-7112-0449-6)
- La Droite la plus intelligente du monde. À la rencontre de l'Amérique de George W. Bush, 2002  (ISBN 2221097998)
- William & Harry, dernière chance pour la couronne, éditions Télémaque, 2007  (ISBN 978-2-7533-0053-8)
- Illiberalism in Europe (ouvrage collectif), Centre for Policy Studies, 2019

## Vie personnelle
Anne-Élisabeth Moutet est la petite-fille de Marius Moutet, homme politique français qui fut plusieurs fois ministre sous la IIIe et la IVe République.